# Star Trek: Armada
A Star Trek: Armada stratégiai/taktikai játékot 2000-ben adta ki az Activision. Az Armada a Star Trek sorozat újabb játéka, melyben a játékos négy faj közül választhat (föderáció, klingonok, romulánok vagy a Borg). A játék lényege egy flotta felépítése az űrben. Nyersanyag bányászás útján kutatóállomásokat, hajógyárakat és természetesen hajókat kell építeni, amelyekkel le kell győzni az ellenfelet. Hasonlítható a játékmenet a klasszikus „építek egy bázist és lerohanom az ellenségemet” menetű játékhoz, de kapunk néha változatos küldetéseket is, mint például egy bizonyos hajó megvédése, vagy lopakodás az ellenfél területén, ahol különböző célokat kell elérnünk. Az össze küldetés alatt alapból megkapjuk zászlóhajónkat, amelyik természetesen a legjobb típusú hajó, melyet építhetünk fajunk hajógyárában. Ez természetesen külön küldetési pontot kíván, melynek lényege, hogy e hajó nem pusztulhat el a küldetés során, mert bekövetkezte a küldetés bukását jelenti. A küldetések egy pályán játszódnak mindig, melyeken különböző természeti jelenségek is szerepelnek, például különböző ködök vagy aszteroidövek, melyek esetenként segítségünkre vannak. Bolygókat is elhelyeztek a pályán, de ezeknek nincsen szerepük a játékban. A küldetések csak sorrendben játszhatóak le az elején, később, azaz a küldetés befejeztével, kedvünkre játszhatjuk bármelyik újra, bár egyes játékelemzők szerint a küldetések száma igen csak csekélynek mondható. Kárpótlásul a játék játszható többjátékos módban is interneten, vagy hálózati kábelen keresztül, persze megkísérelhetjük szerencsénket a gép ellen is.

## A történet
Az egész játék egy egybefüggő történetet képez, amelyik a Dominium háború után játszódik. A Föderáció igen csak nehéz diplomáciai nehézségekben van a klingonokkal, akik egyre nagyobb polgárháborút szítanak maguk között. Ezalatt a Romulánok és a Domínium csak a gyengeség első jelére várják, hogy lerohanhassák és átvehessék a hatalmat az alfa kvadráns felett. Miközben a Dominium hagyja, hogy a Son’a dolgozzon helyettük, a Romulán Birodalom egy igencsak veszélyes egyezményt köt a Borggal…
A küldetések elején és a végén videóbejátszás szolgál számunkra információkkal, ezekkel együtt a történet is kialakul a játék során. Közben találkozhatunk néhány ismerős személlyel is, mint például Picard kapitánnyal, Worffal és Selával. A végén a történet annyira kibontakozódik, hogy a klasszikus "győzünk, vagy vesztünk" kérdés hajtja az utolsó küldetést.
A játéknak folytatása is készült Armada 2 név alatt.